# Live at Hammersmith '84
Live at Hammersmith '84 é um álbum ao vivo da banda de rock britânica Jethro Tull.  Gravado em 9 de setembro de 1984 no Hammersmith Odeon em Londres, foi lançado em 10 de dezembro de 1990 pela Raw Fruit Records.

## Faixas
Lado um
1. "Locomotive Breath (instrumental)"  – 2:36
2. "Hunting Girl"  – 4:56
3. "Under Wraps #1"  – 4:30
4. "Later, That Same Evening"  – 4:03
5. "Pussy Willow"  – 4:44

Side two
1. "Living in the Past"  – 4:29
2. "Locomotive Breath"  – 7:43
3. "Too Old to Rock 'n' Roll: Too Young to Die!"  – 9:08

## Créditos
- Ian Anderson – flauta, violão, vocais
- Martin Barre – guitarra
- Doane Perry  – bateria
- Peter-John Vettese – teclado
- Dave Pegg – baixo